# Neogalerucella calmariensis
Neogalerucella calmariensis är en skalbaggsart som först beskrevs av Carl von Linné 1767.  Neogalerucella calmariensis ingår i släktet Neogalerucella och familjen bladbaggar. Inga underarter finns listade i Catalogue of Life.